# Resolutie 744 Veiligheidsraad Verenigde Naties
Resolutie 744 van de Veiligheidsraad van de Verenigde Naties werd op 25 februari 1992 zonder stemming aangenomen. De Veiligheidsraad beval San Marino aan voor VN-lidmaatschap.

## Inhoud
De Veiligheidsraad bestudeerde de aanvraag voor lidmaatschap van de VN van de Republiek San Marino. De Algemene Vergadering werd aanbevolen om aan San Marino het VN-lidmaatschap toe te kennen.

## Verwante resoluties
- Resolutie 741 Veiligheidsraad Verenigde Naties (Turkmenistan)
- Resolutie 742 Veiligheidsraad Verenigde Naties (Azerbeidzjan)
- Resolutie 753 Veiligheidsraad Verenigde Naties (Kroatië)
- Resolutie 754 Veiligheidsraad Verenigde Naties (Slovenië)

Lijst ·  726 ·  727 ·  728 ·  729 ·  730 ·  731 ·  732 ·  733 ·  734 ·  735 ·  736 ·  737 ·  738 ·  739 ·  740 ·  741 ·  742 ·  743 ·  744 ·  745 ·  746 ·  747 ·  748 ·  749 ·  750 ·  751 ·  752 ·  753 ·  754 ·  755 ·  756 ·  757 ·  758 ·  759 ·  760 ·  761 ·  762 ·  763 ·  764 ·  765 ·  766 ·  767 ·  768 ·  769 ·  770 ·  771 ·  772 ·  773 ·  774 ·  775 ·  776 ·  777 ·  778 ·  779 ·  780 ·  781 ·  782 ·  783 ·  784 ·  785 ·  786 ·  787 ·  788 ·  789 ·  790 ·  791 ·  792 ·  793 ·  794 ·  795 ·  796 ·  797 ·  798 ·  799